# 유니온페이
유니온페이(영어: Chinese Unionpay) 또는 중국은련(중국어: 中国银联)은 중화인민공화국의 신용결제 브랜드로, 중궈인롄주식회사(한국 한자: 中國銀聯股分有限公司, 중국어: 中国银联股份有限公司)가 운영하는 은행 결제망 운영 회사다.
본사는 상하이에 있다. 카드 후면에 붙어 있는 홀로그램에는 베이징의 천단공원에 있는 기년전 건물이 들어가 있다.(기업, NH농협, iM, 부산, 경남, 우리와 같이 비씨카드를 쓰는 곳은 홀로그램이 없다.)

## 개요
중국은련카드(中国银联, China UnionPay, CUP)는 중국을 중심으로 한 국제 신용카드 및 직불카드 결제망이다. ATM을 이용하여 중국 및 중화권 내 주요 은행의 예금을 인출할 수 있다.
중국 외에는 가맹점망이 적은 편이다. 또한 해외에서는 오프라인에 비해 온라인에서 은련을 지원하는 가맹점들이 적어서, 온라인 사용에 제약이 큰 편이다.
대한민국에서는 비씨카드, 롯데카드, 삼성카드, 신한카드, KB국민카드, 우리카드, NH농협카드, 하나카드에서 은련 브랜드의 카드를 발급하고 있으며, 비씨카드가 대한민국에서 중국은련카드의 전표매입 업무(인바운드)를 한때 독점했다. 중국 현지에서 발행된 은련카드도 비씨카드와 협약을 맺어 대한민국 내 모든 비씨카드 가맹점에서 사용할 수 있다.
단, 체크카드의 경우 대부분 비씨카드 발행분이 시중에 많이 풀려 있으며, 자체 전산을 구축하여 은련 체크카드를 발행하는 곳은 삼성카드, KB국민카드, 신한카드, NH농협카드, 하나카드뿐이다. 롯데카드도 있긴 하나, 국제현금카드 용도로밖에 이용할 수 없다.
비씨카드에서 발행한 은련 신용카드는 일부 온라인 해외신판이 가능하며 오프라인에서는 신용, 체크 모두 해외신판이 가능하다. 삼성카드, KB국민카드의 은련 체크카드는 온라인 해외신판이 안 된다.
현대카드는 2015년부터 은련을 도입했으나, 아멕스 브랜드를 도입할 즈음에 은련 브랜드의 신규 발행이 중단됐다.
2016년 12월 22일에는 신한카드와 파트너십 계약을 체결했다. 이에 따라 신한카드도 인바운드 업무를 맡게 됐다.
2019년 5월 8일에는 대한민국 우정사업본부와 업무제휴 계약을 맺고, 동년 6월 말부터 우체국 은련 체크카드를 발행하기 시작했다. 우체국 은련 체크카드에는 모두 퀵패스 비접촉 결제가 장착된다. 그러나 2024년 12월 22일에 라이프플러스 체크카드의 캐시백형이 비자카드로 전환되고, 유니마일형이 단종되면서 우체국 은련 체크카드 라인업은 소멸했다.
해외 결제시 해외결제 수수료가 없다는 장점이 있었으나, 2017년부터 0.8%의 브랜드 로열티를 받기로 했다. 다만 카드사마다 수수료율이 다를 수 있으니, 확인해야 한다. 하나카드의 경우는 브랜드 로열티 0.8% 중 0.2%를 하나카드에서 부담해 왔으나, 2019년 9월에 비자카드 브랜드 로열티를 인상하기 위해 약관을 개정했을 때 은련의 브랜드 로열티 전액을 받기로 개정했다. 그래도 마스터카드나 비자카드, 아멕스보다는 해외 브랜드 로열티가 저렴한 편이다.

## 회원 혹은 발급사
- 교통은행(交通銀行)
- 광동발전은행(廣東發展銀行)
- 베이징 은행(北京銀行)
- 상하이 은행(上海銀行)
- 상하이 포동발전은행(上海浦东发展银行)
- 선전 발전은행(深圳发展银行)
- 선전 평안은행(深圳平安银行)
- 중국건설은행(中国建设银行)
- 중국공상은행(中国工商银行)
- 중국농업은행(中国农业银行)
- 중국민생은행(中国民生银行)
- 중국우정저축은행(中国邮政储蓄银行)
- 중국은행(中国银行)
- 중국중신은행(中国中信银行)
- 중국초상은행(招商银行)
- 중국 에버브라이트(中國光大控股)
- 화시아 은행(华夏银行)
- 흥업은행(兴业银行)
- 우리은행(신용한정 체크는 롯데카드)
- 신한은행(신한카드)
- KB국민은행(국민카드)
- 중소기업은행, 농협[4],,대구단디(비씨카드로만 발급)
- JB금융지주,BNK금융그룹(롯데카드만 가능하며 현금카드 탑재 불가)
- 수협은행(Sh그린 체크카드, 롯데만 가능)
- 하나은행 (중화인민공화국과 신용, 길한통, L Pay[5] ,시코르 만 가능하며 이외 나머지 체크카드는 롯데카드를 통해서만 발급)
- 삼성카드는 신용카드만 있다.
- 대한민국의 은행 중 제주은행, 산업은행과 상호금융기관, 인터넷은행(카카오뱅크, 케이뱅크, 토스뱅크), 한국씨티은행,현대카드,우정사업본부 는제외
- PG사 다날을 발급사로하여 휴대폰결제,신용카드,계좌이체로 충전가능한 선불충전카드인 다날 유니온페이 선불카드를 운영하고 있다.

## 퀵패스
퀵패스(闪付, Quick Pass) 혹은 UPcash는 은련의 비접촉식 카드 결제 시스템이다. 중국은행, 중국공상은행 등 중국 내 은행에서 취급한다. 상하이 지하철, 상하이 시내의 훼미리마트 등의 슈퍼마켓, 허페이·닝보·보저우 등지의 대중교통, 다롄의 택시, 심천·광저우 등지의 관광 명소, 마카오 교통카드인 마카오 패스의 사용 가능 지역에서 쓸 수 있다.
대한민국에서는 일부 카드사의 은련 신용카드에 퀵패스가 장착된다. 퀵패스 장착 체크카드는 2019년에 하나카드를 통해 첫 선을 보였으며, 같은 해 은련과 업무제휴를 체결한 우체국은 모든 은련 체크카드에 선/후불교통카드 장착 여부에 관계없이 퀵패스를 장착해서 발행한다.

## 러시아 제재 관련
러시아의 우크라이나 침공과 관련하여 서구권에서의 대러시아 경제 제재를 동참한 여타 카드사들(비자, 마스터, 아멕스, JCB 등)과 달리 중국은련만 유일하게 대러 경제 제재에 동참하지 않는 유일한 신용카드 업체로 남아 있다.